# كوكي العجيب
كوكي العجيب وهو مسلسل أنمي وسلسلة من قصص المانغا الممتعة ابتكرها فنان المانغا أوسامو تيزوكا. في البدء لم يكن السيد أوسامو تيزوكا يخطط لابتكار شخصية كوكي العجيب بل كان يتأهب لتطوير مسلسله الشهير الفتى أسترو غير أن ظروف غير مؤاتية ألمت به وحالت دون اتمام إنتاج المسلسل هذا هو سبب ظهور شخصية كوكي العجيبة مع ان هذا العمل يعد اقل أعمال السيد تيزوكا شهرة إلا أنه ترك له بصمة في ذاكرة المشاهدين لقد أعجبوا به اعجاب شديد وما ان عرض حتى اصطدم المشاهدين بشخصية كوكي ظنوها فتاة. لان النسخة العربيه كانت بصوت إيمان مصطفي وقام بصوت مشمش سهي عرابي وصوت لولي إيمان عبد الجواد والأغاني العربيه ألحان وغناء سمير حبيب
والامر الآخر يتعلق برموشه لانها ليست مثل رموش الفتى استرو صاحب الرموش الخمسة فيما كروكي لديه رمشا واحد فقط.

## قصة المسلسل
تبدأ احداث القصة في عام 2015 يقومان عالمان بصنع جسمال الدكتور عنيد والدكتور وحيد يصنعان انسال عجيب ذو قدارات فائقة يقوم أحدهما بتقريب ذكائه الاصطناعي من ذكاء البشر والاخر يصنع له جسما يليق به وقدرات عجيبة تليق أيضا باسمه.

## الشخصيات
- - جيت مارس "كوكي"
  - لولي
  - مشمش
  - الدكتور عنيد
  - الدكتور وحيد

## المقدمة والنهاية والأغاني

### كلمات
علي عرابي

هيا هيا يا أصدقاء
هيا هيا لنا لقاء
يا اصدقاء

يا أصدقاء
نلهو ونمرح

ولا نضر غيرنا

نقرأ ونكتب
بالقلم لكي نسابق عصرنا
الشر أبداً لا يدوم

و الخير دوما منتصر
و سنستفيد من العلوم
من أجل خدمة البشر.

### ألحان وتوزيع
سمير حبيب

### قام بالأدوار
- - إيمان مصطفى....في دور كوكي
  - عادل المهيلي....في دور د.عنيد
  - إيمان عبد الجواد....في دور لولي
  - عبد الهادي أنور....في دور المعلم

### بالاشتراك مع
- - رشوان سعيد
  - ممدوح عقل
  - عادل خلف
  - أسامه عبد الجواد
  - أمل عبد الجواد
  - سهام علي

قام بدور  مش مش الطفلة سهى عرابي

### صوت
رمضان عبد الكريم

### فيديو
خالد الشقرا

### حوار وإخراج
علي عرابي

## روابط خارجية
- كوكي العجيب على موقع IMDb (الإنجليزية)
- كوكي العجيب على موقع ليتربوكسد (الإنجليزية)
- كوكي العجيب على موقع كينوبويسك (الروسية)
- كوكي العجيب على موقع قاعدة بيانات الفيلم (الإنجليزية)
- كوكي العجيب على موقع ANN anime (الإنجليزية)